# Knipowitschia thessala
 Knipowitschia thessala és una espècie de peix de la família dels gòbids i de l'ordre dels perciformes.
Els adults poden assolir 4,4 cm de longitud total. És endèmica a Grècia (Tessàlia).